# Epifanie cel Înțelept

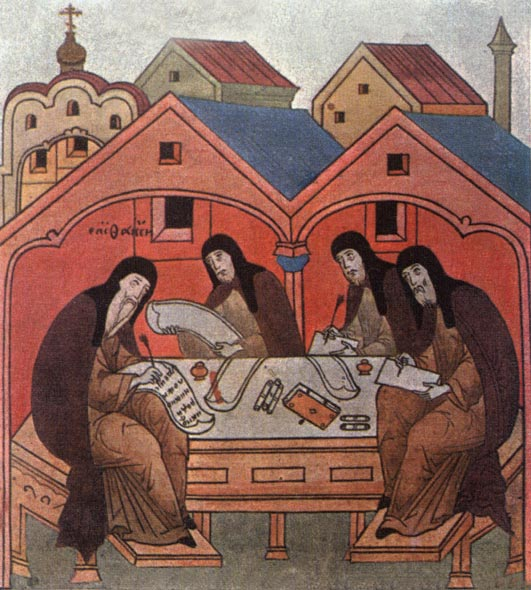
Epifanie cel Înțelept scriind

Epifanii Premudrîi (în rusă: Епифаний Премудрый, Epifanie cel Înțelept) (d. 1420) a fost un călugăr și hagiograf rus, cunoscut pntru lucrarea Slovo o jitii i ucenii sviatogo otța nașego Stefana, bâvșago v Permi episkopa ("Discurs despre viața și învățătura părintelui nostru Ștefan, episcop de Perm").
Prin atenția acordată stilului, acestă scriere constituie o etapă importantă în evoluția literaturii ruse vechi.